# وزارة السياحة والآثار (الأردن)
وزارة السياحة والآثار هي الجهة المعنية بقيادة التنمية السياحية في الأردن ودعم وتوجيه جهود ترويج السياحة محلياً وعالمياً وتطوير الخدمات السياحية وتحفيز الإستثمار في المجال السياحي، و توظيف إرث المملكة الأثري والتاريخي والطبيعي والثقافي الغني والمتنوع، وهي الجهة المختصة بترخيص الوكالات والجمعيات السياحية في الأردن، تشكل السياحة رافدا أساسيا من روافد الاقتصاد الأردني لما تزخر به البلاد من تعدد الأماكن الأثرية والطبيعية. وتسعى وزارة السياحة في الأردن من تحسين جودة المنتج السياحي لاستقطاب أكبر عدد من الزائرين والسائحين من الأردن ودول العالم، وقد صدرت عدة تشريعات وقوانين تم سنها خدمة لقطاع السياحة.

## تاريخ الوزارة
- 1953

تم إنشاء أول ديوان يتولى الإشراف على شؤون السياحة في المملكة في العام 1953 في القدس العاصمة الروحية والسياحية للأردن. وتمت إدارة ذلك المكتب من قبل عدد محدود من العاملين الذين كانت مسؤوليتهم الرئيسية تنحصر في توفير الخدمات إلى الحجاج الذين يزورون القدس، وفي منتصف العام 1953، ونتيجة للعدد المتزايد من السياح والحجاج الذين يزورون المدينة المقدسة، تم رفع مرتبة الديوان ليصبح دائرة مسؤولة مباشرة من رئيس الوزراء. بعد ذلك اشترط القانون أن يكون رئيس الوزراء أو أي شخص آخر معين من قبله هو المسؤول عن الإشراف على شؤون تلك الدائرة.
- 1953

في أيلول من العام 1953 إنتقل المقر الرئيسي للدائرة إلى عمان وتم فتح مكتب صغير تابع له في القدس. واستمرت الدائرة بالمحافظة على استقلاليتها ورفع تقاريرها إلى رئيس الوزراء.
- 1956

أدركت الحكومة الحاجة إلى ضمان الخدمات والمرافق السياحية على النقاط الحدودية. وتم إنشاء أول استراحة على نقطة حدود الرمثا بمساعدة من الوكالة الدولية للتنمية. ومن واقع رؤية تطوير أداء الجهاز الإداري السياحي، سعى الأردن إلى طلب المساعدة من خبير دولي لتقييم العمل في هذا المجال وإيجاد الطرق لتطويره.
- 1960

تم تحويل دائرة السياحة إلى سلطة مستقلة إداريا وماليا وتعمل تحت مظلة وزارة الاقتصاد الوطني. وفي العام نفسه، تم إصدار تشريع السياحة للمرة الأولى بهدف تنظيم عمل الجهاز العام، وعليه صدر القانون رقم 17 لعام 1960 والذي ينص على إنشاء مجلس لسلطة السياحة برئاسة رئيس الوزراء أو نائبه وعضوية المسؤولين: مدير الإرشاد الوطني، وكيل وزارة الاقتصاد، مدير الآثار ومدير السياحة.كما ونص القانون على تشكيل مجلس إستشاري للسلطة برئاسة رئيس السلطة على أن يضم في عضويته ممثلين عن الفنادق ووكالات السياحة وشركات الطيران والغرف التجارية.
- 1964

أصبحت سلطة السياحة دائرة ضمن وزارة السياحة إلا أن وضعها الإداري كسلطة قد بقي على حاله.
- 1967

صدر مرسوم ملكي تم بموجبه رفع سلطة السياحة إلى مرتبة وزارة ينضوي تحت مظلتها دائرة الآثار. وتم إسناد حقيبة السياحة إلى وزير أصبح عضوا في الحكومة التي شكلت في ذلك الوقت.
- 1975

صدر قرار السياحة رقم 45 لعام 1975 من أجل تجنب حدوث التغييرات في القانون السابق، ولضمان تنفيذ كافة شروطه. كما وهدف القانون الجديد أيضا إلى تعزيز مشاركة القطاع الخاص في مجلس السلطة وسياساتها. وعلاوة على ذلك، منح القانون مسؤوليات إضافية لمدير السلطة وزاد من ميزانية السلطة لتصل إلى 20% من إجمالي الدخل السنوي من السياحة.
- 1981

تم إدماج كل من السياحة والآثار والثقافة والشباب في وزارة واحدة سميت وزارة السياحة والآثار والثقافة والشباب، في الوقت الذي حافظت فيه على كينونتها كسلطة مستقلة.
- 1982

أصبحت السياحة جزءا من وزارة الصناعة والتجارة.
- 1985

أصبحت السياحة جزءا من وزارة الإعلام والثقافة والسياحة.
- 1988

أعطيت السياحة حقيبة منفصلة تحت اسم وزارة السياحة. وفي نفس العام تم إقرار قانون السياحة رقم 20 لعام 1988، و صدر قانون الآثار رقم 21 لعام 1988 والذي جاء ليؤكد انضواء الآثار تحت مظلة وزارة السياحة.وفي العام نفسه وبعد الحرب، كان تقليص عدد الوزراء جزءا من السياسة العامة، فعادت السياحة مرة أخرى لتصبح سلطة مستقلة تحت لواء وزارة الإعلام فوزارة الاقتصاد ثم وزارة الصناعة والتجارة.
- 1989

أصبحت دائرة الآثار جزءا من وزارة السياحة التي أصبحت بناء عليه وزارة السياحة والآثار.

## الوزراء
تولى منصب وزير السياحة منذ عام 2000 ما يلي:
| الوزير           | الفترة          | الفترة          | رئيس الوزراء       |
| الوزير           | من              | إلى             | رئيس الوزراء       |
| ---------------- | --------------- | --------------- | ------------------ |
| عقل بلتاجي       | 4 مارس 1999     | 19 يونيو 2000   | عبدالرؤوف الروابدة |
| عقل بلتاجي       | 19 يونيو 2000   | 16 يونيو 2001   | علي أبو الراغب     |
| طالب الرفاعي     | 16 يونيو 2001   | 14 يناير 2002   | علي أبو الراغب     |
| طالب الرفاعي     | 14 يناير 2002   | 12 يناير 2003   | علي أبو الراغب     |
| نادر الذهبي      | 12 يناير 2003   | 21 يوليو 2003   | علي أبو الراغب     |
| محمد سامر الطويل | 21 يوليو 2003   | 25 أكتوبر 2003  | علي أبو الراغب     |
| علياء بوران      | 25 أكتوبر 2003  | 7 ابريل 2005    | فيصل الفايز        |
| علياء بوران      | 7 ابريل 2005    | 27 نوفيمبر 2005 | عدنان بدران        |
| منير نصار        | 27 نوفيمبر 2005 | 22 نوفيمبر 2006 | معروف البخيت       |
| أسامة الدباس     | 22 نوفيمبر 2006 | 25 نوفيمبر 2007 | معروف البخيت       |
| مها الخطيب       | 25 نوفيمبر 2007 | 14 ديسيمبر 2009 | نادر الذهبي        |
| مها الخطيب       | 14 ديسيمبر 2009 | 28 يوليو 2010   | سمير الرفاعي       |
| سوزان عفانة      | 28 يوليو 2010   | 24 نوفيمبر 2010 | سمير الرفاعي       |
| زيد القسـوس      | 24 نوفيمبر 2010 | 9 فبراير 2011   | سمير الرفاعي       |
| هيفاء أبو غزالة  | 9 فبراير 2011   | 24 أكتوبر 2011  | معروف البخيت       |
| نايف الفايز      | 24 أكتوبر 2011  | 2 مايو 2012     | عون الخصاونة       |
| نايف الفايز      | 2 مايو 2012     | 11 أوكتوبر 2012 | فايز الطراونة      |
| نايف الفايز      | 11 أكتوبر 2012  | 30 مارس 2013    | عبدالله النسور     |
| إبراهيم سيـــف   | 30 مارس 2013    | 21 أغسطس 2013   | عبدالله النسور     |
| نضال القطاميـن   | 21 أغسطس 2013   | 2 مايو 2015     | عبدالله النسور     |
| نايف الفايز      | 2 مايو 2015     | 1 يونيو 2016    | عبدالله النسور     |
| لينا عناب        | 1 يونيو 2016    | 28 يوليو 2016   | هاني الملقي        |
| لينا عناب        | 28 يوليو 2016   | 14 يونيو 2018   | هاني الملقي        |
| لينا عناب        | 14 يونيو 2018   | 1 نوفمبر 2018   | عمر الرزاز         |
| مجد شويكة        | 1 نوفمبر 2018   | 12 أكتوبر 2020  | عمر الرزاز         |
| نايف الفايز      | 12 أكتوبر 2020  | حتى الآن        | بشر الخصاونة       |

| الصورة               | الاسم (مواليد–وفاة)     | فترة شغل المنصب      | فترة شغل المنصب      | فترة شغل المنصب      | الحكومة              | ملاحظات              |
| الصورة               | الاسم (مواليد–وفاة)     | تولى المنصب          | غادر المنصب          | المدة                | الحكومة              | ملاحظات              |
| وزير السياحة والآثار | وزير السياحة والآثار    | وزير السياحة والآثار | وزير السياحة والآثار | وزير السياحة والآثار | وزير السياحة والآثار | وزير السياحة والآثار |
| -------------------- | ----------------------- | -------------------- | -------------------- | -------------------- | -------------------- | -------------------- |
|                      | الاسم (0000–0000)       | 01 شهر 0000          | 01 شهر 0000          | 1 سنة و31 أيام       | الحكومة              |                      |
|                      | الاسم (0000–0000)       | 01 شهر 0000          | 01 شهر 0000          | 1 سنة و31 أيام       | الحكومة              |                      |
|                      | الاسم (0000–0000)       | 01 شهر 0000          | 01 شهر 0000          | 1 سنة و31 أيام       | الحكومة              |                      |
|                      | الاسم (0000–0000)       | 01 شهر 0000          | 01 شهر 0000          | 1 سنة و31 أيام       | الحكومة              |                      |
|                      | نايف الفايز (0000–0000) | 12 تشرين الأول 2020  | 22 كانون الأول 2022  | 2 سنوات و71 أيام     | حكومة بشر الخصاونة   |                      |
|                      | مكرم القيسي (1970–)     | 22 كانون الأول 2022  | في المنصب            | 2 سنوات و91 أيام     | حكومة بشر الخصاونة   |                      |

## مواضيع ذات صلة
- السياحة في الأردن
- برنامج معلومات الآثار الأردنية المحوسبة
- دائرة الآثار العامة

## وصلات
- الموقع الرسمي لهيئة تنشيط السياحة الأردنية التابع لوزارة السياحة